# Ефрейтор
Ефрейтор (във флота: старши матрос) е второто войнишко/моряшко звание в Българската армия.
Обикновено званието се присвоява на отличилите се и заслужили войници/моряци със звание редник (матрос). Наименованието му произлиза от нем. Gefreiter – освободен от някои задължения по служба.
| Военни звания  |          |                        |
| младши: Редник | Ефрейтор | старши: Младши сержант |